# Johannes Duncker

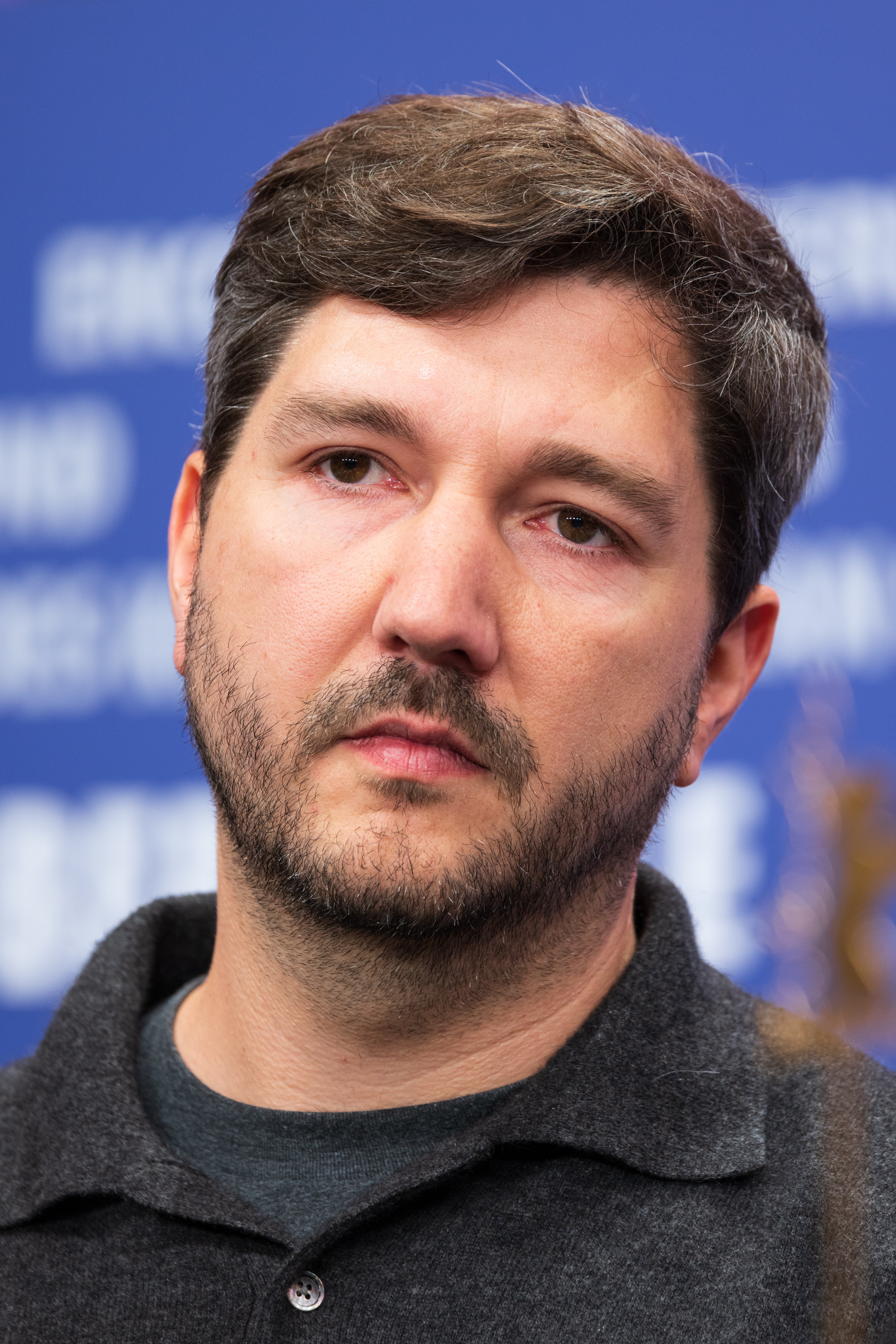
Johannes Duncker bei der Uraufführung von Das Lehrerzimmer auf der Berlinale 2023

Johannes Duncker (* 1983 in Westfalen) ist ein deutscher Filmregisseur, Drehbuchautor, Filmproduzent und Filmfestivalleiter. Eine langjährige Zusammenarbeit verbindet ihn mit İlker Çatak. Im Jahr 2023 gewann er gemeinsam mit Çatak den Deutschen Filmpreis für ihr Drehbuch zu Das Lehrerzimmer.

## Leben
Johannes Duncker wuchs als Sohn einer evangelischen Pfarrersfamilie in der Nähe von Unna in Westfalen auf. Er hat zwei Schwestern. Sein Vater Gerhard war Gemeinde-Pfarrer in Unna-Hemmerde, 1993 zog die Familie nach Istanbul, wo der Vater Pfarrer der evangelischen Gemeinde deutscher Sprache wurde. Dort besuchte Johannes Duncker die Deutsche Schule Istanbul, die er mit dem Abitur abschloss. Ein Mitschüler von ihm war der Filmemacher İlker Çatak, mit dem sich im Verlauf seiner Karriere eine enge Zusammenarbeit entwickeln sollte. Es folgte ein Studium in Köln und Rom in den Fächern Theater-, Film- und Fernsehwissenschaft sowie Anglistik und Geschichte. Duncker schloss es mit einer Magisterarbeit über die Ästhetik des digitalen Films ab.

## Karriere
Noch vor seinem Studium in Köln und Rom widmete sich Duncker ersten eigenen Kurzfilmprojekten. Im Jahr 2005 entstand gemeinsam mit İlker Çatak der preisgekrönte No-Budget-Film Eskimo Frosch, bei dem sie als Drehbuchautoren, Regisseure, Kameraleute und Editoren verantwortlich zeichneten. Die Liebesgeschichte um ein deutsch-türkisches Pärchen in Istanbul (dargestellt von Çatak und Larissa Pauw) war innerhalb von fünf Tagen mit einer geliehenen Ausrüstung des befreundeten türkisch-deutschen Filmemachers Nedim Hazar entstanden. Çatak und Duncker gründeten dafür mit 24LiesPerSecond eine eigene Produktionsfirma. und realisierten zum Teil auch gemeinsam weitere Kurzfilme, darunter der Thriller Fast Fiktion (2006) und die preisgekrönten Sozialdramen Zwischen den Ufern (2008) und Als Namibia eine Stadt war… (2010) sowie der Fantasy-Streifen Zeitraum (2014). Als Namibia eine Stadt war…, der das angekratzte Bild eines Familienvaters zum Thema hat, gewann den Hauptpreis des Filmfestivals von Zagreb und wurde von der Deutschen Film- und Medienbewertung (FBW) zum Kurzfilm des Monats gekürt. Allein inszenierte Duncker die Kurzfilme Lea (2007), den Kurzdokumentarfilm Short Trip (2014) und die experimentellen Arbeiten Briefe aus Rom (2011) und Soft Rains (2021).
Den Durchbruch als Regisseur ebnete Çatak der Spielfilm Es gilt das gesprochene Wort (2019), bei dem Duncker an der Story mitgearbeitet hatte. Das Drama um eine deutsche Pilotin (dargestellt von Anne Ratte-Polle), die eine Scheinehe mit einem türkischen Gigolo (Oğulcan Arman Uslu) eingeht, wurde unter anderem 2020 mit dem Deutschen Filmpreis in Bronze ausgezeichnet. Beide verfassten auch das Drehbuch zu Çataks nachfolgendem Spielfilm Das Lehrerzimmer mit Leonie Benesch in der Hauptrolle. Das Drama um eine junge Lehrerin, die an ihren Idealen und dem System Schule zu zerbrechen droht, gewann zwei Preise bei seiner Uraufführung auf der Berlinale 2023 sowie fünf Deutsche Filmpreise. Unter den Laureaten war auch Duncker als Ko-Autor des Drehbuchs. Im selben Jahr wurden Çatak und er für den Europäischen Filmpreis nominiert. Das Skript war unter anderem durch die gemeinsame Schulzeit von Çatak und Duncker mitinspiriert worden sowie durch Dunckers Schwester, die als Mathematiklehrerin an einer Schule arbeitet. Ein Jahr später erhielt Das Lehrerzimmer eine Oscar-Nominierung als bester Internationaler Film zuerkannt.
Johannes Duncker ist seit 2013 Leiter des Kurzfilmfestival Kölns (KFFK). Als freischaffender Autor und Filmemacher inszenierte er auch Werbespots. Im November 2023 wurde er Mitglied der Deutschen Filmakademie.

## Filmografie (Auswahl)
- 2005: Eskimo Frosch (Kurzfilm) – Regie, Drehbuch, Produktion, Kamera
- 2006: Fast Fiktion (Kurzfilm) – Regie, Drehbuch, Produktion
- 2007: Lea (Kurzfilm) – Regie, Drehbuch, Produktion
- 2008: Zwischen den Ufern (Kurzfilm) – Regie, Drehbuch, Produktion, Kamera
- 2010: Als Namibia eine Stadt war … (Namibya şehir iken …, Kurzfilm) – Regie, Drehbuch, Produktion, Kamera
- 2011: Briefe aus Rom (Kurzfilm) – Regie, Drehbuch, Produktion
- 2014: Zeitraum (Kurzfilm) – Regie, Drehbuch, Produktion
- 2014: Short Trip (Kurzdokumentarfilm) – Regie, Drehbuch, Produktion, Kamera
- 2019: Es gilt das gesprochene Wort – Story-Mitarbeit
- 2021: Soft Rains (Kurzfilm) – Regie, Drehbuch, Produktion
- 2023: Das Lehrerzimmer – Drehbuch

## Auszeichnungen
- 2005: Goldener Alex Berlin – Bester Kurzfilm (Eskimo Frosch)
- 2011: Filmfestival Zagreb – Bester Kurzfilm (Als Namibia eine Stadt war …)
- 2023: Deutscher Filmpreis – Bestes Drehbuch (Das Lehrerzimmer)
- 2023: Günter-Rohrbach-Filmpreis: Preis der Saarland Medien GmbH für das Drehbuch zu Das Lehrerzimmer[8]